# Étienne Youté Kinkoué
Étienne Youté Kinkoué, né le 14 janvier 2002 à Lyon (France), est un footballeur franco-camerounais jouant au poste de défenseur central au Havre AC.

## Biographie

### En club
Étienne Youté Kinkoué débute le football à l'âge de six ans au FC Traînel. Après un passage au FC Nogentais, il rejoint les catégories de jeunes de l'ESTAC Troyes. Auteur de bonnes prestations et doté d'un physique impressionnant, il est repéré et recruté par l'Inter Milan en 2019 pour environ un million d'euros,. Il passe deux saisons en Italie où il joue près d'une soixantaine de matchs avec l'équipe de jeunes du club lombard, la Primavera et s'entraine régulièrement avec l'équipe première, dont Romelu Lukaku ou encore Lautaro Martínez. 
Fin août 2021, le club grec de l'Olympiakos lui offre un premier contrat professionnel d'une durée de quatre saisons. Il joue vingt-trois matchs en une année et demie avec l'équipe réserve en deuxième division grecque, mais n'apparaît pas avec l'équipe première.           
Le 11 janvier 2023, il signe un contrat de deux ans et demi avec le leader du moment en Ligue 2, Le Havre AC. Il connaît sa première titularisation en équipe première lors d'un match face au Pau FC. Il est ensuite sacré champion de France de Ligue 2 en fin de saison avec son club. Il confirme son envie de se relancer en France avoir stagné en Grèce et s'impose lors de la saison 2023-2024 dans la défense centrale havraise. 
Le début de saison suivant est toutefois compliqué. Après avoir refusé d'être transféré au TSG Hoffenheim, son club refuse de le faire jouer tant qu'il n'aura pas prolongé car le joueur est en fin de contrat en 2025 : il prolonge finalement d'une année et réintègre le groupe.

### En équipe nationale
En décembre 2018, il est sélectionné pour la première fois avec l'équipe de France des moins de 17 ans pour deux matchs amicaux face à l'Italie. Pour sa première sélection, Jean-Claude Giuntini le fait rentrer en fin de rencontre, durant laquelle il marque dans le temps additionnel. Il fait partie du groupe retenu pour l'Euro des moins de 17 ans 2019, où il n'apparaît que six minutes en quarts de finale face à la République tchèque. L'équipe de France est éliminée au tour suivant par l'Italie.

## Statistiques
| Saison                | Club                  | Championnat           | Championnat | Championnat | Championnat | Coupe(s) nationale(s) | Coupe(s) nationale(s) | Coupe(s) nationale(s) | Total | Total | Total |
| Saison                | Club                  | Division              | M.          | B.          | P.d.        | M.                    | B.                    | P.d.                  | M.    | B.    | P.d.  |
| 2021-2022             | Olympiakos rés.       | Superleague 2         | 19          | 0           | 1           | -                     | -                     | -                     | 19    | 0     | 1     |
| 2022-2023             | Olympiakos rés.       | Superleague 2         | 4           | 0           | 0           | -                     | -                     | -                     | 4     | 0     | 0     |
| Sous-total            | Sous-total            | Sous-total            | 23          | 0           | 1           | -                     | -                     | -                     | 23    | 0     | 1     |
| 2022-2023             | Le Havre AC           | Ligue 2               | 5           | 0           | 0           | -                     | -                     | -                     | 5     | 0     | 0     |
| 2023-2024             | Le Havre AC           | Ligue 1               | 22          | 0           | 0           | 2                     | 0                     | 0                     | 24    | 0     | 0     |
| 2024-2025             | Le Havre AC           | Ligue 1               | 28          | 0           | -           | -                     | -                     | -                     | 28    | 0     | 0     |
| Sous-total            | Sous-total            | Sous-total            | 55          | 0           | 0           | 2                     | 0                     | 0                     | 57    | 0     | 0     |
| Total sur la carrière | Total sur la carrière | Total sur la carrière | 78          | 0           | 1           | 2                     | 0                     | 0                     | 80    | 0     | 1     |

## Palmarès
- Le Havre AC
  - Champion de France de Ligue 2 en 2023